# Hřbitov rodu Salmů
Hřbitov rodu Salmů, také hřbitov hrabat Salmů, případně Salmovský rodinný hřbitov je pohřebiště šlechtického rodu Salm-Reifferscheidt-Raitz, který vlastnil zámek Rájec nad Svitavou a založil blanenské železárny. Nachází se v jihovýchodní části hřbitova ve Sloupě v okrese Blansko a od zbytku hřbitova je oddělen umělecky ztvárněným litinovým oplocením. Na hřbitově jsou dvě památné, tzv. Salmovy lípy. Protože se nad hroby tyčí umělecky hodnotné různě tvarované litinové kříže, je pohřebiště památkově chráněno.

## Historie
Sloup se stal součástí rájeckého panství v roce 1587, kdy vesnici zakoupil Bernard z Drnovic na Rájci. V roce 1763 se stali majiteli panství Salmové. Starohrabě Antonín Josef František ze Salm-Reifferscheidt-Raitze (1720–1769), zakladatel moravské rájecké linie, získal panství sňatkem s hraběnkou Rafaelou z Rogendorfu (1726–1807) a částečně koupí od manželčiných sester.
Panská část hřbitova pochází z roku 1825, kdy byl knížetem Karel Josef ze Salm-Reifferscheidt-Raitze (1750–1838). První náhrobky na rodinném hřbitově pocházejí ze třicátých let 19. století a byly vyrobeny v blanenských železárnách. Na nejstarší stéle je uveden rok úmrtí 1830. Náhrobky jsou ve stylu klasicismu, neogotiky, neobaroka a eklektismu.
Pohřbívalo se tady do roku 1946 a poté znovu až po Sametové revoluci.
Mřížoví oplocení hřbitova se restaurovalo v roce 2007.

## Popis
Rodinný hřbitov má tvar obdélníku protaženého západovýchodním směrem. Je obehnán litinovým plotem posazeným na nízké zídce. Základním prvkem oplocení jsou opakující se tyče ukončené hrotem. Vstup je z hřbitova od severu a tvoří ho dvoukřídlá litinová brána upevněná v obdélném rámu. Nad rámem je supraporta z tepané pásoviny s akanty a rozvilinami, její prostředek zdobí salmovský erb s knížecí korunkou.

### Náhrobek Marie Terezie

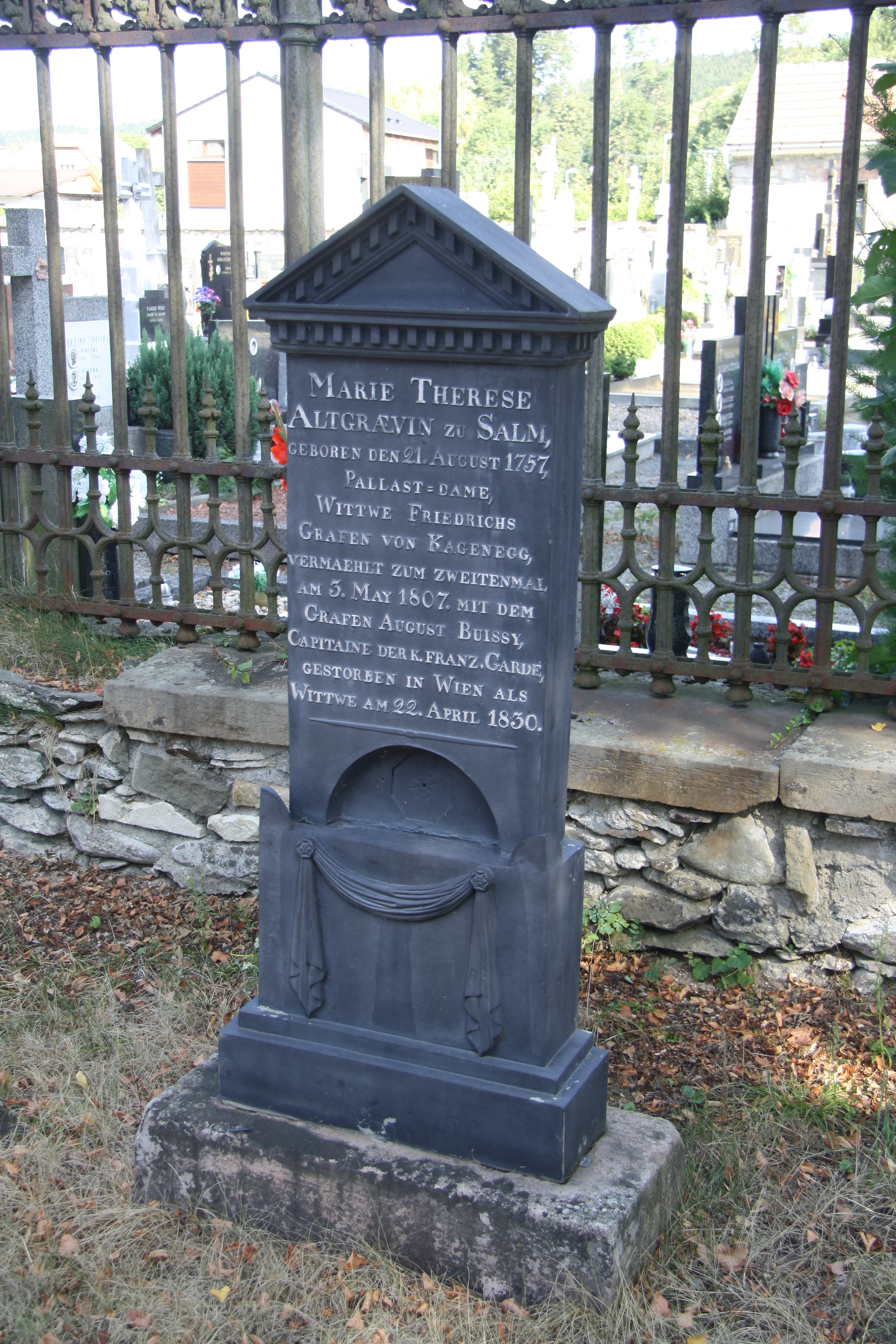

| MARIE THERESE ALTGRÆVIN ZU SALM, GEBOREN DEN 21. AUGUST 1757, PALAST≈DAME, WITTWE FRIEDRICHS GRAFEN VON KAEGENEGG, VERMAEHLT ZUM ZWEITENMAL AM 3. MAY 1807. MIT DEM GRAFEN AUGUST BUISSY, CAPITAINE DER K. FRANZ. GARDE, GESTORBEN IN WIEN ALS WITTWE AM 22. APRIL 1830. |
| |

Náhrobek se nachází na severní straně hřbitova. Jedná se o jeden z nejstarších litinových náhrobků na Moravě. Rod Salmů byl průkopníkem ve využívání tohoto materiálu, litinu na náhrobek nechal vyrobit ve svých železárnách.
Marie Terezie byla sestra Karla Josefa, prvního knížete ze Salm-Reifferscheidt-Raitze. Působila jako dvorní dáma ve Vídni na přelomu 18. a 19. století.
Klasicistní náhrobek se skládá z několika částí. Na na hranolovém pískovcovém podstavci stojí stéla, kterou tvoří litinové desky o výšce 145 cm. Soklová část je třikrát odstupněná, horní část je nejvyšší, zepředu ji zdobí reliéf roušky, nároží čelní strany jsou zakončena akroterií. Vysoká středová část je vyplněna plastický majuskulním nápisem. Pod ním je hluboká nika, na jejíž zadní stěně se nachází osmiboká mělká vpadlina, kde byl s největší pravděpodobnosti původně upevněn jakýsi předmět. Horní část tvoří antikizující trojúhelný štít.

### Náhrobek Františky
| FRANZISKA DEN 12. OCTOBER 1865 |
|                                |

Náhrobek se nachází na jižní straně hřbitova.
Dcerka Huga III. Františka ze Salm-Reifferscheidt-Raitze se nedožila ani druhého dne.
Neobarokní náhrobek se skládá ze dvou částí. Podstavec má formu kamenné obdélníkové stély, kterou jednoduchá římsa v polovině dělí na soklovou a středovou část zakončenou výžlabkem. Do podstavce je vsazený litinový latinský kříž. Jeho podsadu tvoří rokajová kartuš s hlavou anděla a stručným plastickým majuskulním nápisem v němčině. Břevna kříže tvoří ornamentálně propletené pásky s rozetami. Ve spojení břeven se nachází nápis INRI. Na koncích břeven jsou květinové ornamenty.

### Náhrobek Roberta Antonína a jeho ženy Felicie

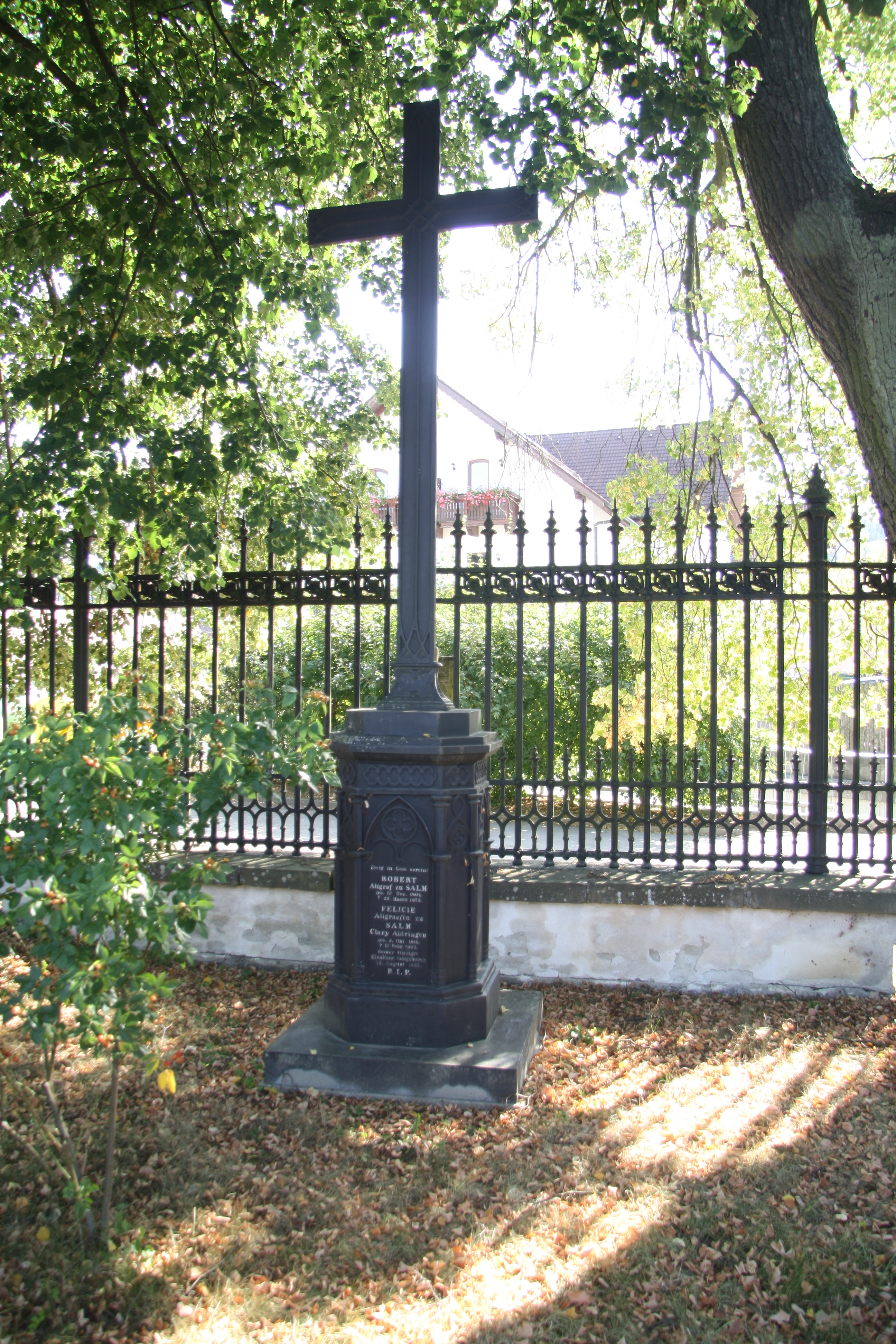

| Ewig in Gott vereint ROBERT Altgraf zu SALM geb. 19. Dez. 1804. † 25. Maerz 1875 FELICIE Altgraefin zu SALM Clary Aldringen geb. 9. Okt. 1815. † 17. Febr. 1902. Beider einziges Kindchen todtgeboren 25. August 1852. R. I. P. |
| |

Náhrobek se nachází na východní straně hřbitova.
Robert Antonín byl druhorozený syn Huga I. a vnuk Karla Josefa, prvního knížete ze Salm-Reifferscheidt-Raitze. Vystudovaný právník působil jako guvernér nebo místodržitel v několika habsburských zemích.
Náhrobek byl celý vyroben z litiny v blanenských železárnách. Má tvar kříže a jeho výzdoba byla ztvárněna v neogotických formách. Je upevněn na kamenné obdélné základně. Skládá se ze dvou částí – kříže s dekorem zkřížených prutů a podstavce. Podstavec má oktogonální půdorys. Jeho nízkou soklovou část ukončuje výžlabek. Střední část je vyšší, zdobí ji lomené oblouky, kružby nebo polygonální pilastry na nárožích. Horní část podstavce tvoří ustupující římsa. Na čelní stěně je plastický minuskulní nápis v němčině.

### Náhrobek Huga Mikuláše a jeho dcer

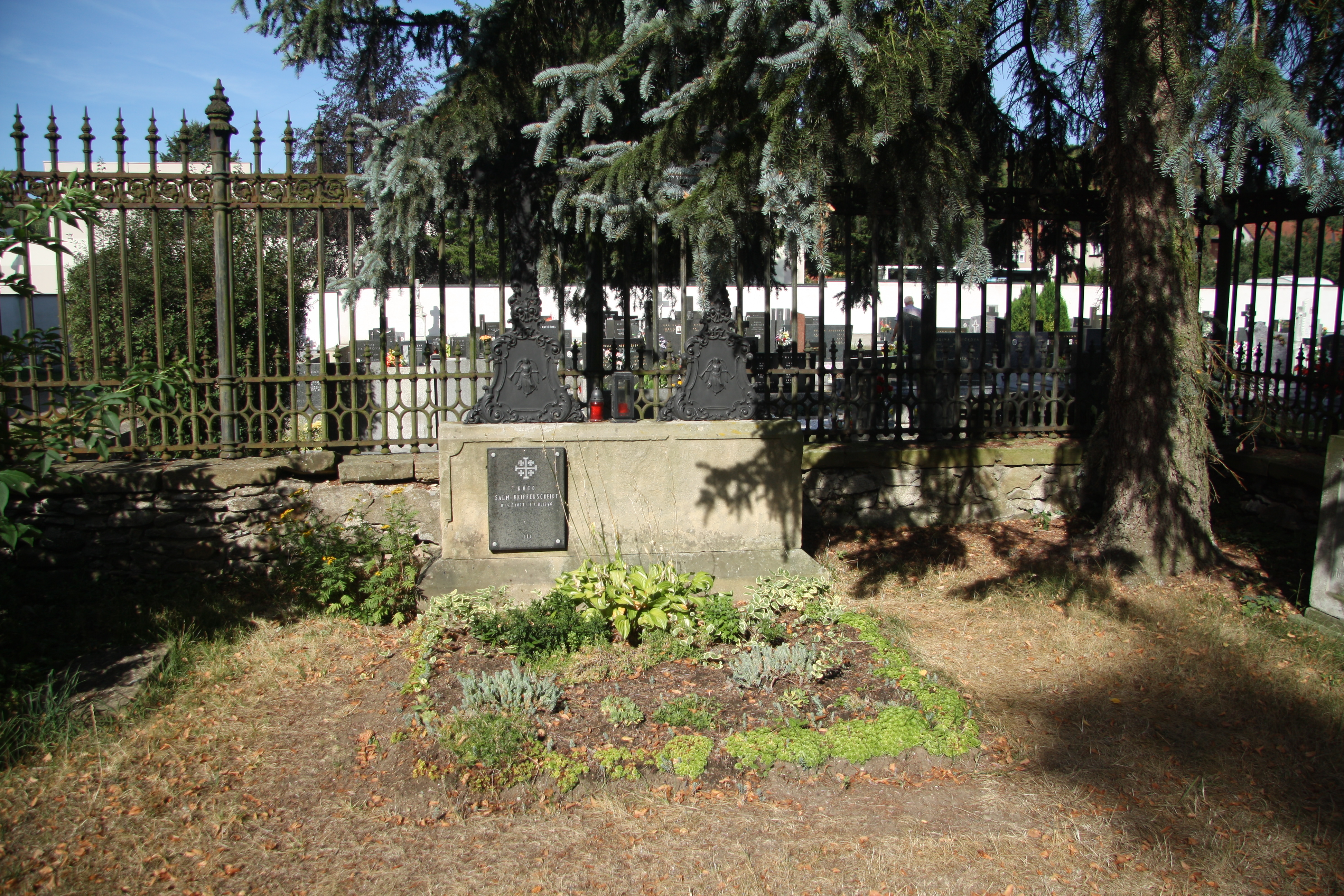
Podoba hrobu před pochováním Hugových dcer

Náhrobek se nachází na západní straně hřbitova.
Hugo Mikuláš byl posledním soukromým majitel rájeckého velkostatku, po válce mu byl majetek z konfiskován. Jeho manželku, která žila v době komunistické totality v zahraničí a byla pohřbena ve Vídni, připomíná nápisová deska.
Náhrobek se skládá ze dvou částí. Dolní část tvoří naležato položená kamenná stéla, zatímco horní část dva stejné eklekticky pojaté litinové kříže. Pískovcová stéla se zvýrazněným horním a dolním okrajem je posazena na zkoseném podstavci ze stejného materiálu. Na čelní straně jsou připevněny čtyři mramorové desky s majuskulními nápisy v němčině. Jejich horní část doplňuje latinský kříž, pouze na desce Huga Mikuláše je jeruzalémský kříž. Litinové kříže posazené na stéle jsou identické. Skládají se z rokajové kartuše, ozdobené plastickým reliéfem anděla s polnicemi na přední straně, a vlastního latinského kříže ovinutého akantovými šlahouny. Mezi kříži je umístěna hranolová prosklená hřbitovní lampa.
| MARIE-ELISABETH ALTGRÄFIN ZU SALM-REIFFERSCHEIDT-RAITZ GEBORENE ALTGRÄFIN ZU SALM-REIFFERSCHEIDT * 17. VIII. 1931 † 15. VI. 2022 R. I. P. | HUGO SALM-REIFFERSCHEIDT * 14. X. 1893 † 2. III. 1946 R. I. P. | LEOPOLDINE FÜRSTIN UND ALTGRÄFIN ZU SALM-REIFFERSCHEIDT GEBORENE GRÄFIN MENSDORFF-POUILLY * 6. IX. 1895 † 30. III. 1980 BEGRABEN IN WIEN R. I. P. | IDA VON SCHOELLER GEBORENE ALGRÄFIN ZU SALM-REIFFERSCHEIDT * 17. X. 1921 † 30. I. 2021 R. I. P. |

## Seznam pohřbených

### Chronologicky podle data úmrtí (výběr)
V tabulce jsou uvedeny základní informace o pohřbených. Fialově jsou vyznačeni příslušníci všech větví rodu Salmů, žlutě jsou vyznačeny manželky, pokud zde byly pohřbeny. Červeně jsou zvýrazněna knížata. Generace jsou počítány od Gerharda z Reifferscheidtu, který žil na konci 12. století (doložen v letech 1195–1198). Jan V. († 1418) zdědil po Jindřichu IV. ze Salmu († asi 1415) hrabství Niedersalm. Avšak teprve po soudních řízeních směl od roku 1455 titul hrabě ze Salm-Reifferscheidtu užívat Janův syn Jan VI. († 1475). V roce 1628 udělil císař Ferdinand II. Salmům titul starohraběte. Konečně v roce 1790 byl Karel Josef ze Salm-Reifferscheidt-Raitze povýšen do knížecího stavu dědičného v primogenituře. U manželek pocházejících z jiných rodů je generace v závorce a týká se generace manžela.
V tabulce figuruje také manželka posledního soukromého majitele zámku v Rájci nad Svitavou Leopoldina (1895–1980). Je vyznačena zeleně a má speciální číslování, protože byla pohřbena jinde a ve Sloupě ji připomíná jen nápis na hrobě jejího chotě a dcer.
Seznam nemusí být kompletní.
| Po-řadí | Gene-race | Jméno pohřbeného                                             | Datum a místo narození            | Otec                                                                                           | Datum a místo sňatku, choť                                                                                         | Pohřeb a uložení do hrobky | Poznámky |
| Po-řadí | Gene-race | Jméno pohřbeného                                             | Datum a místo úmrtí               | Matka                                                                                          | Datum a místo sňatku, choť                                                                                         | Pohřeb a uložení do hrobky | Poznámky |
| ------- | --------- | ------------------------------------------------------------ | --------------------------------- | ---------------------------------------------------------------------------------------------- | --- | --- | --- |
| 1.      | 18.       | Marie Terezie ze Salm-Reifferscheidt-Raitze                  | 21. 8. 1757                       | Antonín Josef František ze Salm-Reifferscheidt-Raitze 6. 2. 1720 Vídeň – 5. 4. 1769 Brusel     | 1778: Jan Bedřich z Kagenecku (Kaggeneggu) † 1800                                                                  | Pohřbena 28. 4. 1830 na knížecím salmovském rodinném pohřebišti ve Sloupě.                                                                 | Dáma Řádu hvězdového kříže. Zemřela ve věku 75 let na ochrnutí plic. |
| 1.      | 18.       | Marie Terezie ze Salm-Reifferscheidt-Raitze                  | 22. 4. 1830 Vídeň                 | Marie Anna z Rogendorfu 25. 5. 1716 / 25. 4. 1718 Brno – 4. 9. 1807 Hernals                    | 1807: Auguste de Buissy                                                                                            | Pohřbena 28. 4. 1830 na knížecím salmovském rodinném pohřebišti ve Sloupě.                                                                 | Dáma Řádu hvězdového kříže. Zemřela ve věku 75 let na ochrnutí plic. |
| 2.      | 19.       | Hugo I. František Josef ze Salm-Reifferscheidt-Raitze        | 1. 4. 1776 Vídeň                  | Karel Josef ze Salm-Reifferscheidt-Raitze (č. 4)                                               | 6. 9. 1802: Marie Josefa McCaffry von Keanmore (č. 3)                                                              | Pohřben 6. 4. 1836 v rodinné hrobce ve Sloupě.                                                                                             | Starohrabě. C. k. komoří, komandér Leopoldova řádu, rytíř Maltézského řádu, člen mnoha učených společností, majitel panství Rájec a Blansko. Zemřel ve věku 60 let na vodnatelnost plic. |
| 2.      | 19.       | Hugo I. František Josef ze Salm-Reifferscheidt-Raitze        | 31. 3. 1836 Vídeň                 | Marie Františka z Auerspergu 11. 12. 1752 Vídeň – 13. 9. 1791 Brno                             | 6. 9. 1802: Marie Josefa McCaffry von Keanmore (č. 3)                                                              | Pohřben 6. 4. 1836 v rodinné hrobce ve Sloupě.                                                                                             | Starohrabě. C. k. komoří, komandér Leopoldova řádu, rytíř Maltézského řádu, člen mnoha učených společností, majitel panství Rájec a Blansko. Zemřel ve věku 60 let na vodnatelnost plic. |
| 3.      | (19.)     | Marie Josefa McCaffry von Keanmore                           | 21. 3. 1775 Molsheim              |                                                                                                | 6. 9. 1802: Hugo I. František Josef ze Salm-Reifferscheidt-Raitze (č. 2)                                           | Pohřbena 1. 5. 1836 v rodinné hrobce ve Sloupě.                                                                                            | Dáma Řádu hvězdového kříže a palácová dáma. Pocházela z původně skotského rodu. Zemřela ve věku 61 let na plíživou nervovou horečku. Narodily se jí následující děti: - 1. Hugo II. Karel Eduard (1803–1888; č. 12) - 2. Robert Antonín (1804–1875; č. 9) - 3. Hugo Arnošt (*/† 1806) |
| 3.      | (19.)     | Marie Josefa McCaffry von Keanmore                           | 24. 4. 1836 Vídeň                 |                                                                                                | 6. 9. 1802: Hugo I. František Josef ze Salm-Reifferscheidt-Raitze (č. 2)                                           | Pohřbena 1. 5. 1836 v rodinné hrobce ve Sloupě.                                                                                            | Dáma Řádu hvězdového kříže a palácová dáma. Pocházela z původně skotského rodu. Zemřela ve věku 61 let na plíživou nervovou horečku. Narodily se jí následující děti: - 1. Hugo II. Karel Eduard (1803–1888; č. 12) - 2. Robert Antonín (1804–1875; č. 9) - 3. Hugo Arnošt (*/† 1806) |
| 4.      | 18.       | Karel Josef ze Salm-Reifferscheidt-Raitze                    | 3. 4. 1750 Vídeň                  | Antonín Josef František ze Salm-Reifferscheidt-Raitze 6. 2. 1720 Vídeň – 5. 4. 1769 Brusel     | 8. 6. 1775 Vídeň: Marie Františka z Auerspergu 11. 12. 1752 Vídeň – 13. 9. 1791 Brno                               | Pohřben 24. 4.1838 ve Sloupě. | 1. kníže ze Salm-Reifferscheidt-Raitze (1790–1838). Jako 88letý zemřel na sešlost věkem. Druhá manželka byla pohřbena na městském hřbitově sv. Petra ve Štýrském Hradci. |
| 4.      | 18.       | Karel Josef ze Salm-Reifferscheidt-Raitze                    | 12. 6. 1838 Štýrský Hradec (Graz) | Marie Anna z Rogendorfu 25. 5. 1716 / 25. 4. 1718 Brno – 4. 9. 1807 Hernals                    | 1. 5. 1792: Antonie z Paaru 5. 12. 1768 – 25. 10. 1838                                                             | Pohřben 24. 4.1838 ve Sloupě. | 1. kníže ze Salm-Reifferscheidt-Raitze (1790–1838). Jako 88letý zemřel na sešlost věkem. Druhá manželka byla pohřbena na městském hřbitově sv. Petra ve Štýrském Hradci. |
| 5.      | 21.       | Marie Rosina ze Salm-Reifferscheidt-Raitze                   | 25. 12. 1831                      | Hugo Karel ze Salm-Reifferscheidt-Raitze (č. 13)                                               | | Pohřbena 27. 7. 1845 ve Sloupě. | Zemřela ve věku 13 let na nervovou horečku. |
| 5.      | 21.       | Marie Rosina ze Salm-Reifferscheidt-Raitze                   | 24. 7. 1845 Rájec nad Svitavou    | Leopoldina ze Salm-Reifferscheidt-Krautheimu (č. 10)                                           | | Pohřbena 27. 7. 1845 ve Sloupě. | Zemřela ve věku 13 let na nervovou horečku. |
| 6.      | 20.       | Eleonora ze Salm-Reifferscheidt-Raitze                       | 13. 7. 1799 Heubach               | František Vilém ze Salm-Reifferscheidt-Krautheimu 27. 4. 1772 Bedburg – 14. 5. 1831 Kostnice   | 1831: Viktor Amadeus Hesensko-Rotenburský 2. 7. 1779 Rotenburg – 12. 11. 1834 Zembowitz/Zębowice                   | Pohřbena 12. 11. 1851 ve Sloupě. | Lankraběnka hesensko-rotenburská, vévodkyně ratibořská. Bezdětná. Zemřela ve věku 52 let na zánět mozkových blan. |
| 6.      | 20.       | Eleonora ze Salm-Reifferscheidt-Raitze                       | 10. 11. 1851 Rájec nad Svitavou   | Františka Luisa z Hohenlohe-Bartensteinu 7. 12. 1770 – 17. 1. 1812 Würzburg                    | 1831: Viktor Amadeus Hesensko-Rotenburský 2. 7. 1779 Rotenburg – 12. 11. 1834 Zembowitz/Zębowice                   | Pohřbena 12. 11. 1851 ve Sloupě. | Lankraběnka hesensko-rotenburská, vévodkyně ratibořská. Bezdětná. Zemřela ve věku 52 let na zánět mozkových blan. |
| 7.      | 21.       | znouze křtěný syn                                            | 25. 8. 1852 Teplice               | Robert ze Salm-Reifferscheidt-Raitze (č. 9)                                                    | | Do Sloupu přivezen 3. 8. 1875 a v rodinné hrobce byl pochován 8. 7.                                                                        | Zemřel po dvou hodinách na slabost cév. |
| 7.      | 21.       | znouze křtěný syn                                            | 25. 8. 1852 Teplice               | Felicie z Clary-Aldringenu (č. 17)                                                             | | Do Sloupu přivezen 3. 8. 1875 a v rodinné hrobce byl pochován 8. 7.                                                                        | Zemřel po dvou hodinách na slabost cév. |
| 8.      | 22.       | Františka ze Salm-Reifferscheidt-Raitze                      | 12. 10. 1865 Brunn am Gebirge     | Hugo František ze Salm-Reifferscheidt-Raitze (č. 13)                                           | | Pohřbena 16. 10. 1865 ve Sloupě. | Zemřela na cyanózu po devíti hodinách. |
| 8.      | 22.       | Františka ze Salm-Reifferscheidt-Raitze                      | 12. 10. 1865 Brunn am Gebirge     | Alžběta z Liechstensteinu (č. 15)                                                              | | Pohřbena 16. 10. 1865 ve Sloupě. | Zemřela na cyanózu po devíti hodinách. |
| 9.      | 20.       | Robert ze Salm-Reifferscheidt-Raitze                         | 19. 12. 1804 Praha                | Hugo František Josef ze Salm-Reifferscheidt-Raitze (č. 2) 1. 4. 1776 Vídeň – 31. 3. 1836 Vídeň | 7. 6. 1845: Felicie z Clary-Aldringenu (č. 17)                                                                     | Pohřben 30. 3. 1875. | C. k. komoří (1828) a tajný rada (1843). Guvernér v Lombardii (1840–1841), úřadující prezident Českého zemského gubernia (1843, 1847–1848), guvernér v Rakouském přímoří (1848), několik let pracoval na rakouském ministerstvu vnitra. Zemřel ve věku 70 let na Brightovu nemoc. |
| 9.      | 20.       | Robert ze Salm-Reifferscheidt-Raitze                         | 25. 3. 1875 Vídeň                 | Marie Josefa McCaffry von Keanmore (č. 3)                                                      | 7. 6. 1845: Felicie z Clary-Aldringenu (č. 17)                                                                     | Pohřben 30. 3. 1875. | C. k. komoří (1828) a tajný rada (1843). Guvernér v Lombardii (1840–1841), úřadující prezident Českého zemského gubernia (1843, 1847–1848), guvernér v Rakouském přímoří (1848), několik let pracoval na rakouském ministerstvu vnitra. Zemřel ve věku 70 let na Brightovu nemoc. |
| 10.     | 20.       | Leopoldina z Salm-Reifferscheidt-Krautheimu                  | 24. 6. 1805 Gerlachsheim          | František Vilém ze Salm-Reifferscheidt-Krautheim 27. 4. 1772 Bedburg – 14. 5. 1831 Kostnice    | 6. 9. 1830 Gerlachsheim: Hugo II. Karel Eduard ze Salm-Reifferscheidt-Raitze (č. 12)                               | Pohřbena 8. 7. 1878. | Zemřela ve věku 73 na zápal pobřišnice. Narodily se jí následující děti: - 1. Maria Rosina (1831–1845; č. 5) - 2. Hugo III. Karel František (1832–1890; č. 13) - 3. Augusta, provd. Clam-Martinicová (1833–1891; pohřbena v hrobce Clam-Martiniců ve Smečně) - 4. Siegfried (1835–1898) - 5. Erich (1836–1884; č. 11) |
| 10.     | 20.       | Leopoldina z Salm-Reifferscheidt-Krautheimu                  | 4. 7. 1878 Brühl u Vídně          | Františka Luisa z Hohenlohe-Bartensteinu 7. 12. 1770 – 17. 1. 1812 Würzburg                    | 6. 9. 1830 Gerlachsheim: Hugo II. Karel Eduard ze Salm-Reifferscheidt-Raitze (č. 12)                               | Pohřbena 8. 7. 1878. | Zemřela ve věku 73 na zápal pobřišnice. Narodily se jí následující děti: - 1. Maria Rosina (1831–1845; č. 5) - 2. Hugo III. Karel František (1832–1890; č. 13) - 3. Augusta, provd. Clam-Martinicová (1833–1891; pohřbena v hrobce Clam-Martiniců ve Smečně) - 4. Siegfried (1835–1898) - 5. Erich (1836–1884; č. 11) |
| 11.     | 21.       | Erich ze Salm-Reifferscheidt-Raitze                          | 2. 10. 1836 Rájec nad Svitavou    | Hugo Karel ze Salm-Reifferscheidt-Raitze (č. 12)                                               | 6. 11. 1865 Irun, Španělsko: Maria del Pilar Alvarez de Toledo (č. 14)                                             | Pohřben 1. 9. 1884 ve Sloupě. | Legační rada ve Španělsku. Zemřel na mrtvici ve věku 47 let. |
| 11.     | 21.       | Erich ze Salm-Reifferscheidt-Raitze                          | 29. 8. 1884 Rájec nad Svitavou    | Leopoldina ze Salm-Reifferscheidt-Krautheimu (č. 10)                                           | 6. 11. 1865 Irun, Španělsko: Maria del Pilar Alvarez de Toledo (č. 14)                                             | Pohřben 1. 9. 1884 ve Sloupě. | Legační rada ve Španělsku. Zemřel na mrtvici ve věku 47 let. |
| 12.     | 20.       | Hugo II. Karel Eduard ze Salm-Reifferscheidt-Raitze          | 15. 9. 1803 Křenová (Brno)        | Hugo František Josef ze Salm-Reifferscheidt-Raitze (č. 2)                                      | 6. 9. 1830 Gerlachsheim: Leopoldina z Salm-Reifferscheidt-Krautheimu (č. 10)                                       | Pohřben 23. 4. 1888. | 2. kníže (od roku 1838) a starohrabě. Poslanec Moravského zemského sněmu (provizorního 1848–1849, 1861–1870, 1871–1878), moravský zemský hejtman (1867, 1871), člen stavovské říšské rady (od roku 1857) a rozmnožené říšské rady (od roku 1860), dědičný člen Panské sněmovny rakouské Říšské rady (od roku 1861). Ředitel Moravskoslezské společnosti k povznesení orby, přírodovědy a vlastivědy (1849–1864). Majitel panství a od roku 1848 velkostatku Rájec nad Svitavou a Blansko, po roce 1878 se stáhl z jejich vedení. Zemřel jako 84letý na sešlost věkem. |
| 12.     | 20.       | Hugo II. Karel Eduard ze Salm-Reifferscheidt-Raitze          | 18. 4. 1888 Vídeň                 | Marie Josefa McCaffry von Keanmore (č. 3)                                                      | 6. 9. 1830 Gerlachsheim: Leopoldina z Salm-Reifferscheidt-Krautheimu (č. 10)                                       | Pohřben 23. 4. 1888. | 2. kníže (od roku 1838) a starohrabě. Poslanec Moravského zemského sněmu (provizorního 1848–1849, 1861–1870, 1871–1878), moravský zemský hejtman (1867, 1871), člen stavovské říšské rady (od roku 1857) a rozmnožené říšské rady (od roku 1860), dědičný člen Panské sněmovny rakouské Říšské rady (od roku 1861). Ředitel Moravskoslezské společnosti k povznesení orby, přírodovědy a vlastivědy (1849–1864). Majitel panství a od roku 1848 velkostatku Rájec nad Svitavou a Blansko, po roce 1878 se stáhl z jejich vedení. Zemřel jako 84letý na sešlost věkem. |
| 13.     | 21.       | Hugo III. Karel František ze Salm-Reifferscheidt-Raitze      | 9. 11. 1832 Praha                 | Hugo Karel ze Salm-Reifferscheidt-Raitze (č. 12)                                               | 12. 6. 1858 Vídeň: Alžběta z Liechstensteinu (č. 15)                                                               | Pohřben 16. 5. 1890. | 3. kníže (od roku 1888) a starohrabě. Poslanec Moravského zemského sněmu (1878–1890), poslanec rakouské Říšské rady (1879–1885), dědičný člen Panské sněmovny Říšské rady (od roku 1889). Prezident Geografické společnosti ve Vídni (1858–1859), zakládající člen a prezident Filantropického spolku ve Vídni (1879–1890), prezident Moravskoslezské společnosti k povznesení orby, přírodovědy a vlastivědy (1882–1890), prezident Průmyslového klubu ve Vídni (1887–1890). Majitel velkostatku Rájec nad Svitavou a Blansko (1888–1890), správu vedl už od roku 1878. Zemřel ve věku 57 let na zánět plic. |
| 13.     | 21.       | Hugo III. Karel František ze Salm-Reifferscheidt-Raitze      | 12. 5. 1890 Vídeň                 | Leopoldina ze Salm-Reifferscheidt-Krautheimu (č. 10)                                           | 12. 6. 1858 Vídeň: Alžběta z Liechstensteinu (č. 15)                                                               | Pohřben 16. 5. 1890. | 3. kníže (od roku 1888) a starohrabě. Poslanec Moravského zemského sněmu (1878–1890), poslanec rakouské Říšské rady (1879–1885), dědičný člen Panské sněmovny Říšské rady (od roku 1889). Prezident Geografické společnosti ve Vídni (1858–1859), zakládající člen a prezident Filantropického spolku ve Vídni (1879–1890), prezident Moravskoslezské společnosti k povznesení orby, přírodovědy a vlastivědy (1882–1890), prezident Průmyslového klubu ve Vídni (1887–1890). Majitel velkostatku Rájec nad Svitavou a Blansko (1888–1890), správu vedl už od roku 1878. Zemřel ve věku 57 let na zánět plic. |
| 14.     | (21.)     | Maria del Pilar Alvarez de Toledo                            | 24. 1. 1843 Neapol                |                                                                                                | 6. 11. 1865 Irun, Španělsko: Erich ze Salm-Reifferscheidt-Raitze (č. 11)                                           | Pohřbena 10. 4. 1893. | Zemřela ve věku 50 let na srdeční vadu. Narodily se jí následující děti: - 1. August (1866–1942; pohřben na hřbitově v Grinzingu) - 2. Robert (1868–1941) - 3. Marie Therese, provd. Waldburg zu Zeil und Trauchburg (1869–1930) |
| 14.     | (21.)     | Maria del Pilar Alvarez de Toledo                            | 5. 4. 1893 Vídeň                  |                                                                                                | 6. 11. 1865 Irun, Španělsko: Erich ze Salm-Reifferscheidt-Raitze (č. 11)                                           | Pohřbena 10. 4. 1893. | Zemřela ve věku 50 let na srdeční vadu. Narodily se jí následující děti: - 1. August (1866–1942; pohřben na hřbitově v Grinzingu) - 2. Robert (1868–1941) - 3. Marie Therese, provd. Waldburg zu Zeil und Trauchburg (1869–1930) |
| 15.     | (21.)     | Alžběta z Liechstensteinu                                    | 13. 11. 1832 Vídeň                | Karel František z Liechtensteinu 23. 10. 1790 Vídeň – 7. 4. 1865 Vídeň                         | 12. 6. 1858 Vídeň: Hugo František ze Salm-Reifferscheidt-Raitze (č. 13)                                            | Pohřbena 17. 3. 1894 na hřbitově ve Sloupě.                                                                                                | Zemřela ve věku 61 let na močovou úplavici. Narodily se jí následující děti: - 1. Maria Leopoldine, provd. Bombellesová (1859–1897) - 2. Hugo IV. Leopold (1863–1903; č. 18) - 3 Františka (*/† 1865; č. 8) - 4. Elisabeth, provd. Mittrowsky z Mittrowitz (1867–1888) - 5. Karl Boromäus (1871–1927) - 6. Eleonore, provd. Herbersteinová (1873–1966) |
| 15.     | (21.)     | Alžběta z Liechstensteinu                                    | 14. 3. 1894 Vídeň                 | Františka Bruntálská z Vrbna 2. 12. 1799 Vídeň – 6. 7. 1863 Dornau                             | 12. 6. 1858 Vídeň: Hugo František ze Salm-Reifferscheidt-Raitze (č. 13)                                            | Pohřbena 17. 3. 1894 na hřbitově ve Sloupě.                                                                                                | Zemřela ve věku 61 let na močovou úplavici. Narodily se jí následující děti: - 1. Maria Leopoldine, provd. Bombellesová (1859–1897) - 2. Hugo IV. Leopold (1863–1903; č. 18) - 3 Františka (*/† 1865; č. 8) - 4. Elisabeth, provd. Mittrowsky z Mittrowitz (1867–1888) - 5. Karl Boromäus (1871–1927) - 6. Eleonore, provd. Herbersteinová (1873–1966) |
| 16.     | 23.       | Erich ze Salm-Reifferscheidt-Raitze                          | 31. 3. 1898                       | Robert ze Salm-Reifferscheidt-Raitze 19. 3. 1868 Mnichov – 17. 4. 1941 Salzburg                | | Pohřben 11. 4. 1898. | Zemřel ve věku 7 dní na slabost (debilitas). V době skonu byl otec nadporučíkem při c. k. 12. pluku dragounů ve Wadowici v Haliči. |
| 16.     | 23.       | Erich ze Salm-Reifferscheidt-Raitze                          | 7. 4. 1898                        | Félicie Hoyos zu Stichsenstein 28. 10. 1872 Klesheim – 5. 1. 1949 Salzburg                     | | Pohřben 11. 4. 1898. | Zemřel ve věku 7 dní na slabost (debilitas). V době skonu byl otec nadporučíkem při c. k. 12. pluku dragounů ve Wadowici v Haliči. |
| 17.     | (20.)     | Felicie (Felizitas) z Clary-Aldringenu                       | 9. 10. 1815 Vídeň                 | Karl Josef z Clary-Aldringenu 12. 12. 1777 Vídeň – 31. 5. 1831 Vídeň                           | 7. 6. 1845: Robert ze Salm-Reifferscheidt-Raitze (č. 9)                                                            | Pohřbena 20. 2. 1902 ve Sloupě. | Narodil se jí jeden syn (č. 7), který však ještě téhož dne zemřel. Zemřela ve věku 86 let na chronický zápal ledvin. |
| 17.     | (20.)     | Felicie (Felizitas) z Clary-Aldringenu                       | 17. 2. 1902 Vídeň                 | Marie Aloisie Chotková z Chotkova a Vojnína 21. 6. 1777 Nové Dvory – 8. 3. 1864 Teplice        | 7. 6. 1845: Robert ze Salm-Reifferscheidt-Raitze (č. 9)                                                            | Pohřbena 20. 2. 1902 ve Sloupě. | Narodil se jí jeden syn (č. 7), který však ještě téhož dne zemřel. Zemřela ve věku 86 let na chronický zápal ledvin. |
| 18.     | 22.       | Hugo IV. Leopold ze Salm-Reifferscheidt-Raitze               | 2. 12. 1863 Vídeň                 | Hugo František ze Salm-Reifferscheidt-Raitze (č. 13)                                           | 31. 8. 1891 Vídeň: Eleonore Sternbergová 8. 1. 1873 Pohořelice – 3. 10. 1960 Vídeň                                 | Pohřben 3. 1. 1904 ve Sloupě. | 4. kníže (od roku 1890) a starohrabě. C. k. komoří. Poslanec Moravského zemského sněmu (1893–1903), dědičný člen Panské sněmovny rakouské Říšské rady (od roku 1890). Prezident Moravskoslezské společnosti k povznesení orby, přírodovědy a vlastivědy (od roku 1893). Majitel velkostatku Rájec nad Svitavou a Blansko (1888–1890). V roce 1897 prodal Blanenské železárny firmě Maschinenbau-AG vormals Breitfeld, Daněk & Co. z Prahy. Zemřel náhle ve věku 40 let. Narodily se mu následující děti: - 1. Elisabeth, provd. Draskovich de Trakostjan (1892–1964; pohřbena na hřbitově v Güssingu) - 2. Hugo V. Mikuláš (1893–1946; č. 19) - 3. Leopold (1897–1941; pohřben na hřbitově ve Vídni-Hietzingu) Manželka byla pohřbena na hřbitově ve Vídni-Hietzingu. |
| 18.     | 22.       | Hugo IV. Leopold ze Salm-Reifferscheidt-Raitze               | 31. 12. 1903 Rájec nad Svitavou   | Alžběta z Liechstensteinu (č. 15)                                                              | 31. 8. 1891 Vídeň: Eleonore Sternbergová 8. 1. 1873 Pohořelice – 3. 10. 1960 Vídeň                                 | Pohřben 3. 1. 1904 ve Sloupě. | 4. kníže (od roku 1890) a starohrabě. C. k. komoří. Poslanec Moravského zemského sněmu (1893–1903), dědičný člen Panské sněmovny rakouské Říšské rady (od roku 1890). Prezident Moravskoslezské společnosti k povznesení orby, přírodovědy a vlastivědy (od roku 1893). Majitel velkostatku Rájec nad Svitavou a Blansko (1888–1890). V roce 1897 prodal Blanenské železárny firmě Maschinenbau-AG vormals Breitfeld, Daněk & Co. z Prahy. Zemřel náhle ve věku 40 let. Narodily se mu následující děti: - 1. Elisabeth, provd. Draskovich de Trakostjan (1892–1964; pohřbena na hřbitově v Güssingu) - 2. Hugo V. Mikuláš (1893–1946; č. 19) - 3. Leopold (1897–1941; pohřben na hřbitově ve Vídni-Hietzingu) Manželka byla pohřbena na hřbitově ve Vídni-Hietzingu. |
| 19.     | 23.       | Hugo V. Mikuláš Salm-Reifferscheidt-Raitz                    | 14. 10. 1893 Blansko              | Hugo Leopold ze Salm-Reifferscheidt-Raitze (č. 18)                                             | 23. 11. 1920 Boskovice: Leopoldine Mensdorff-Pouilly (č. x895)                                                     | | 5. kníže (od roku 1903) a starohrabě. Dědičný člen Panské sněmovny rakouské Říšské rady (po dosažení zletilosti od roku 1917). Majitel velkostatku Rájec nad Svitavou a Blansko. |
| 19.     | 23.       | Hugo V. Mikuláš Salm-Reifferscheidt-Raitz                    | 2. 3. 1946 Rájec nad Svitavou     | Eleonore Sternbergová 8. 1. 1873 Pohořelice – 3. 10. 1960 Vídeň                                | 23. 11. 1920 Boskovice: Leopoldine Mensdorff-Pouilly (č. x895)                                                     | | 5. kníže (od roku 1903) a starohrabě. Dědičný člen Panské sněmovny rakouské Říšské rady (po dosažení zletilosti od roku 1917). Majitel velkostatku Rájec nad Svitavou a Blansko. |
| x895.   | (23.)     | Leopoldine, roz. Mensdorff-Pouilly                           | 6. 9. 1895 Boskovice              | Alfons Vladimír Mensdorff-Pouilly 16. 8. 1864 Boskovice – 20. 6. 1935 Brno                     | 23. 11. 1920 Boskovice: Hugo Mikuláš Salm-Reifferscheidt-Raitz (č. 19)                                             | Pohřbena na hřbitově ve Vídni-Hietzingu. Ve Sloupě je pouze pamětní deska.                                                                 | Narodily se jí následující děti: - 1. Hugo VI. (1933–1974; pohřben na hřbitově ve Vídni-Hietzingu) - 2. Ida, provd. Schoeller (1921–2021; č. 20) - 3. Elisabeth, provd. Hartigová (1925–1992; pohřbena na hřbitově ve Vídni-Heiligenstadtu) - 4. Maria Elisabeth, provd. Čubuková (1931–2022; č. 21) |
| x895.   | (23.)     | Leopoldine, roz. Mensdorff-Pouilly                           | 30. 3. 1980 Vídeň                 | Ida Marie Paarová 1. 3. 1867 Vídeň – 9. 8. 1945 Nečtiny                                        | 23. 11. 1920 Boskovice: Hugo Mikuláš Salm-Reifferscheidt-Raitz (č. 19)                                             | Pohřbena na hřbitově ve Vídni-Hietzingu. Ve Sloupě je pouze pamětní deska.                                                                 | Narodily se jí následující děti: - 1. Hugo VI. (1933–1974; pohřben na hřbitově ve Vídni-Hietzingu) - 2. Ida, provd. Schoeller (1921–2021; č. 20) - 3. Elisabeth, provd. Hartigová (1925–1992; pohřbena na hřbitově ve Vídni-Heiligenstadtu) - 4. Maria Elisabeth, provd. Čubuková (1931–2022; č. 21) |
| 20.     | 24.       | Ida, roz. Salm-Reifferscheidt-Raitz                          | 17. 10. 1921 Rájec nad Svitavou   | Hugo Mikuláš Salm-Reifferscheidt-Raitz (č. 19)                                                 | 12. 9. 1944 Rájec nad Svitavou (rozvedeni 28. 6. 1968): Philipp von Schoeller 23. 8. 1921 Vídeň – 6. 5. 2008 Vídeň | | Narodilo se jí šest dcer: - 1. Elisabeth, provd. Schmidburg (* 1945) - 2. Eleonore (* 1948) - 3. Rosa Maria, provd. Blin (* 1950) - 4. Alexandra, provd. Guild (* 1952) - 5. Gabriele, provd. Wanderer (* 1956) - 6. Christiane, provd. Seuhs (* 1957) |
| 20.     | 24.       | Ida, roz. Salm-Reifferscheidt-Raitz                          | 30. 1. 2021                       | Leopoldine, roz. Mensdorff-Pouilly (č. x895)                                                   | 12. 9. 1944 Rájec nad Svitavou (rozvedeni 28. 6. 1968): Philipp von Schoeller 23. 8. 1921 Vídeň – 6. 5. 2008 Vídeň | | Narodilo se jí šest dcer: - 1. Elisabeth, provd. Schmidburg (* 1945) - 2. Eleonore (* 1948) - 3. Rosa Maria, provd. Blin (* 1950) - 4. Alexandra, provd. Guild (* 1952) - 5. Gabriele, provd. Wanderer (* 1956) - 6. Christiane, provd. Seuhs (* 1957) |
| 21.     | 24.       | Marie Elisabeth, roz. Salm-Reifferscheidt-Raitz, „Marielise“ | 17. 8. 1931 Rájec nad Svitavou    | Hugo Mikuláš Salm-Reifferscheidt-Raitz (č. 19)                                                 | 14. 4. 1956 Brno (rozvedeni 1971): Georg Čubuk 1. 9. 1928 Brno – 9. 12. 1984 Düsseldorf                            | Zádušní mše byla sloužena 16. 9. 2022 v kostele Panny Marie Bolestné ve Sloupě a posléze byla urna s ostatky uložena na rodinném hřbitově. | V roce 1957 emigrovala. Neúspěšná restituentka zámku v Rájci nad Svitavou. Narodili se jí dva synové: - 1. Georg (* 1958) - 2. Leopold (* 1961) |
| 21.     | 24.       | Marie Elisabeth, roz. Salm-Reifferscheidt-Raitz, „Marielise“ | 15. 6. 2022 Vídeň                 | Leopoldine, roz. Mensdorff-Pouilly (č. x895)                                                   | 14. 4. 1956 Brno (rozvedeni 1971): Georg Čubuk 1. 9. 1928 Brno – 9. 12. 1984 Düsseldorf                            | Zádušní mše byla sloužena 16. 9. 2022 v kostele Panny Marie Bolestné ve Sloupě a posléze byla urna s ostatky uložena na rodinném hřbitově. | V roce 1957 emigrovala. Neúspěšná restituentka zámku v Rájci nad Svitavou. Narodili se jí dva synové: - 1. Georg (* 1958) - 2. Leopold (* 1961) |

### Podle uložení
|                                                      |                                                                       | 21. Marie Elisabeth (1931–2022) | 19. Hugo V. Mikuláš (1893–1946) | x895. Leopoldine, roz. Mensdorff-Pouilly (1895–1980) | 20. Ida, provd. von Schoeller (1921–2021) |  | jehličnatý strom           |
| 8. Františka (*/† 1865)                              |                                                                       |                                 |                                 |                                                      |                                           |  | 4. Karel Josef (1750–1838) |
|                                                      |                                                                       |                                 |                                 |                                                      |                                           |  |                            |
| 5. Marie Rosina (1831–1845)                          | pravděpodobně 3. Marie Josefa, roz. McCaffry von Keanmore (1775–1836) |                                 |                                 |                                                      |                                           |  |                            |
|                                                      |                                                                       |                                 |                                 |                                                      |                                           |  |                            |
| 6. Eleonora, provd. Hesensko-Rotenburská (1799–1851) | pravděpodobně 2. Hugo I. František (1776–1836)                        |                                 |                                 |                                                      |                                           |  |                            |
|                                                      |                                                                       |                                 |                                 |                                                      |                                           |  |                            |
| prázdné hrobové místo                                | 1. Marie Terezie, provd. z Kageneggu, poté z Buissy (1757–1830)       |                                 |                                 |                                                      |                                           |  |                            |
| 18. Hugo IV. Leopold (1863–1903)                     | vstup – sever                                                         |                                 |                                 |                                                      |                                           |  |                            |
|                                                      | vstup – sever                                                         |                                 |                                 |                                                      |                                           |  |                            |
| 10. Leopoldina (1805–1878)                           | 16. Erich (*/† 1898)                                                  |                                 |                                 |                                                      |                                           |  |                            |
| 12. Hugo II. Karel (1803–1888)                       |                                                                       |                                 |                                 |                                                      |                                           |  |                            |
|                                                      | 11. Erich (1836–1884)                                                 |                                 |                                 |                                                      |                                           |  |                            |
| 15. Alžběta, roz. z Liechstensteinu (1832–1894)      | 14. Marie del Pilar, roz. Alvarez de Toledo (1832–1894)               |                                 |                                 |                                                      |                                           |  |                            |
|                                                      |                                                                       |                                 |                                 |                                                      |                                           |  |                            |
| 13. Hugo III. Karel (1832–1890)                      |                                                                       |                                 |                                 |                                                      |                                           |  |                            |
| lípa                                                 |                                                                       |                                 | 7. dítko (*/† 1852)             |                                                      |                                           |  | lípa                       |
| lípa                                                 | 17. Felicie, roz. z Clary-Aldringenu (1815–1902)                      |                                 |                                 |                                                      |                                           |  | lípa                       |
| lípa                                                 | 9. Robert (1804–1875)                                                 |                                 |                                 |                                                      |                                           |  | lípa                       |